# Резолюция 160 на Съвета за сигурност на ООН
Резолюция 160 на Съвета за сигурност на ООН е приета на 7 октомври 1960 г. по повод кандидатурата на Нигерия за членство в ООН. С Резолюция 160 Съветът за сигурност препоръчва на Общото събрание на ООН Нигерия да бъде приета за член на Организацията на обединените нации.